# Лондон (Арканзас)
Лондон — город в округе Поп, штат Арканзас, США. Население — 1039 человек по данным переписи 2010 года. Город является частью статистической зоны микрополитена Расселвилла.

## География
Лондон расположен на 35 ° 19′33 ″ с. ш., 93 ° 14′12 ″ з. д. (35,325802, −93,236557).
По данным Бюро переписи населения США, город имеет общую площадь 6,2 км², из которых 6,2 км² — это земля и 0,10 км² (1,64 %) — вода.

## Демография
| 1880 | 1900 | 1910 | 1920 | 1930 | 1940 | 1950 | 1960 | 1970 | 1980 | 1990 | 2000 | 2010 |
| ---- | ---- | ---- | ---- | ---- | ---- | ---- | ---- | ---- | ---- | ---- | ---- | ---- |
| 82   | 268  | 303  | 386  | 355  | 418  | 353  | 282  | 539  | 859  | 825  | 925  | 1039 |

По данным переписи 2000 года плотность населения равна 148,8/км² человек. Расовое распределение города: 96,6 % белых, 0,3 % негров или афроамериканцев, 1,41 % коренных американцев, 0,22 % азиатов и 1,41 % представителей двух или более рас. 1,0 % населения составляли латиноамериканцы.
Существовало 359 семей, из которых 10,0 % имели детей в возрасте до 1 года, проживающих с ними, 59,9 % были супружескими парами.
В городе население было рассредоточено: 26,4 % в возрасте до 18 лет, 9,2 % от 18 до 24 лет, 29,1 % от 25 до 44 лет, 22,4 % от 45 до 64 лет и 13,0 % в возрасте 65 лет или старшая. Средний возраст населения — 36 лет. На каждые 100 женщин насчитывалось 91,9 мужчин. На каждые 100 женщин возрастом 18 лет и старше насчитывалось 98,5 мужчин.
Средний доход семьи в городе составлял 30 804 доллара. У мужчин средний доход составлял 28 036 долларов, у женщин 17 391 долларов. Доход на душу населения — 14 815 долларов. Около 8,0 % семей и 13,6 % населения находились за чертой бедности.

## История
Лондон был переименован из Хаддоксбурга первым почтмейстером.
Причина неизвестна.